# Ривьер, Шарль Франсуа
Шарль Франсуа Ривьер (1763—1828) — французский генерал и дипломат, маркиз, затем герцог.
Эмигрировав с графом Артуа, получил от последнего миссию в Вандею, где был арестован. В 1804 году принял участие в заговоре Кадудаля и был приговорен к смертной казни. Наполеон, по просьбе Жозефины и Мюрата, заменил казнь пожизненным заключением.
После реставрации Ривьер получил свободу. После возвращения Наполеона с острова Эльбы, Ривьер тщетно старался поднять против него южан, удалился в Барселону и после Ватерлоо высадился в Марселе. Получив команду над 8-й дивизией, он добился у генерала Брюна прекращения враждебных действий против союзников. После второй реставрации был назначен пэром Франции; был послом в Константинополе, позже воспитателем герцога Бордоского.